# Голованов, Владимир Семёнович

Могила Олимпийского чемпиона Владимира Голованова на Центральном кладбище Хабаровска.

Владимир Семёнович Голованов (29 ноября 1938, с. Батамай, Якутская АССР — 2 августа 2003, Хабаровск) — советский тяжелоатлет, чемпион Олимпийских игр (1964), заслуженный мастер спорта СССР (1964). Почётный гражданин города Хабаровска.

## Биография
Родился в семье рабочего. Через полтора года семья Головановых переехала в Комсомольск-на-Амуре. Здесь Владимир окончил семилетку, слесарил на заводе, а в 1957 был призван в армию.
Именно армия определила дальнейшую судьбу Голованова. Он серьёзно занялся тяжелой атлетикой, выступал в соревнованиях, остался на сверхсрочную службу. В 1962 был переведён в Хабаровск, в СКА. Служба, заочная учёба в средней школе, тренировки и соревнования. В 1964 г. Владимир Голованов вошёл в сборную СССР по тяжелой атлетике и стал чемпионом XVIII Олимпийских игр в Токио, был награждён орденом «Знак Почета». Одним из тренеров Владимира Голованова был Павел Зубрилин.
Общий список наград Голованова — 25 за спортивные достижения. В составе сборной СССР он 5 раз становился рекордсменом мира, 12 — рекордсменом СССР, неоднократно — чемпионом Вооруженных Сил СССР и России.

### Тренерская карьера
В 1971 году окончил факультет физкультуры и спорта Хабаровского педагогического института и посвятил себя тренерской работе с молодежью. Подготовил 7 мастеров спорта международного класса, среди которых — рекордсмен мира В. Лысенко, серебряный призёр Олимпийских игр в Москве Игорь Никитин, 30 мастеров спорта.
В 1985 году подполковник Голованов ушёл в запас и был избран председателем краевой федерации тяжелой атлетики. В 1998 году Голованов возродил в Хабаровске детско-юношескую спортивную школу по тяжелой атлетике и стал её директором. В 1999 году В. С. Голованову присвоено звание «Почётный гражданин города Хабаровска».
Похоронен на Центральном кладбище Хабаровска. 

## Награды
- орден «Знак Почёта» (30.03.1965)